# Durante l'estate
Pour plus de détails, voir Fiche technique et Distribution.
Durante l'estate (Durant l'été) est un film dramatique italien d'Ermanno Olmi sorti en 1971.

## Synopsis
Un professeur milanais, afin d'arrondir ses fins de mois, illustre des cartes géographiques. Il est aussi passionné par l'héraldique.
Observateur attentif des personnes de son entourage et de leur noblesse d'âme, il s'évertue à leur attribuer des titres de noblesse et leur dessine leur blason.
Un jour, une vendeuse faisant du porte-à-porte sonne à sa porte. Le professeur en devient amoureux et la proclame Mia principessa (Ma princesse).
Cependant, son comportement ne plaît pas à tous. Ainsi le fils de monsieur Querciari, récipiendaire d'un blason peint, le dénonce pour fraude. Au procès, l'unique personne qui défend le professeur est la vendeuse mais il est condamné à une peine de prison.
Le film se termine par une scène où le professeur, par les grilles de sa cellule, salue sa « princesse » qui lui répond par un beau sourire.

## Fiche technique
- Titre français : Durant l'été
- Titre original : Durante l'estate
- Titre anglais : During the Summer
- Réalisation : Ermanno Olmi
- Scénario : Ermanno Olmi et Fortunato Pasqualino (it)
- Chef-opérateur : Ermanno Olmi
- Musique : Bruno Lauzi
- Production : Gaspare Palumbo
- Pays d'origine :  Italie
- Langues : italien
- Durée : 105 minutes
- Date de sortie :  Italie : 1971

## Distribution
- Renato Paracchi : l'illustrateur
- Rosanna Callegari : la princesse
- Mario Barillà
- Gabriele Fontanesi
- Mario Cazzaniga

## Sélection
- Sélection à la Mostra de Venise 1971[2]